# 3e division alpine Julia
La 3e division alpine Julia est une unité de l'armée italienne spécialisée dans le combat en zone montagneuse ayant participé à la seconde guerre mondiale.

## Historique

### Guerre Italo-grecque
La 3e division alpine Julia participe à la guerre Greco-Italienne à partir du 28 octobre 1940. Elle combat pour la première fois lors de la bataille de Pindus subissant de lourdes pertes. Elle reste en ligne jusqu'au 10 novembre, date à laquelle elle va se réorganiser à l'arrière. Mais quatre jours plus tard, elle doit retourner sur la ligne de front dans le secteur de Perat pour faire face aux attaques grecques qui s'arrêtent le 8 décembre. Mais, elles reprennent le 23 décembre jusqu'au 31 et forcent la division à se replier sur Mali Qarishta après de violents combats dans des conditions climatiques terribles.Le 8 janvier, elle doit se replier sur Mali Tabajan face à une offensive grecque. Le 21 janvier, elle est réduite à un régiment avec 3 bataillons en sous-effectif. Elle est repliée de la zone du front pour être reformée.
Regonflée, elle est renvoyée sur le front fin février 1941 dans le secteur du mont Golico. Le 28 février, dernière unité défendant le secteur de Dragoti, elle est attaquée par la 2e division grecque mais tient bon malgré de lourdes pertes. Le 7 mars, les grecs passent à l'assaut du mont Golico puis recommencent deux jours plus tard. L'offensive grecque s'arrête le 11 sans prendre Tepelenë. Les unités grecques et italiennes étant épuisées et décimées.
Durant la campagne, elle a subi 9 317 pertes au total.

### Front de l'est
La division reste en garnison en Grèce jusqu'en mars 1942, date à laquelle elle est transférée en Italie en prévision de son déploiement sur le Front de l'est perdant 600 hommes à cause d'un sous-marin. Membre, de l'armée italienne en russie, elle commence son transfert le 14 juillet 1942.  Le 25 septembre, elle est déployée sur le Don entre Kuvshin et Karawut. le 11 décembre, la division est transférée dans le secteur Ivanovka-Selenyj Jar-Novo Kalitva-Komaroff pour essayer d'enrayer l'attaque soviétique. Elle subit pertes nombreuses, parce que ses soldats n'étaient habitués qu'à la guerre sur les montagnes.

## Composition
- 8e régiment d'Alpini 
  - Bataillon Gemona
  - Bataillon Tolmezzo
  - Bataillon Cividale
- 9e régiment d'Alpini 
  - Bataillon L'Aquila
  - Bataillon Vicenza
  - Bataillon Bassano (cédé au 11e régiment d'Alpini en 1937)
  - Bataillon Val Cismon (depuis le 7e régiment d'alpine en avril 1941)
- 3e régiment d'artillerie alpine 
  - groupe Conegliano
  - groupe Udine
  - groupe Val Piave'
- 3e bataillon du génie
- 207e bataillon de transport automobile